# Фолькман, Людвиг
Людвиг Фолькман (нем. Ludwig Volkmann; 9 января 1870, Лейпциг — 10 февраля 1947, Лейпциг) — немецкий издатель и историк искусства; первый председатель Немецкой книжной торговой ассоциации, президент и организатор Международной выставки книжной торговли и графики в Лейпциге.

## Биография
Людвиг Фолькман родился в Лейпциге 9 января 1870 в семье книгоиздателя Вильгельма Фолькмана; дедом Людвига был физиолог Альфред Вильгельм Фольман (1801—1877). 13 июля 1896 года Людвиг Фолькман женился на Генриетте Фердинанде Луизе Иде Массманн (18 мая 1876, Шверин — 1 августа 1938), являвшейся дочерью члена Рейхсгерихтсрата и будущего президента сената Шверин Вильгельма Массмана (нем. Leberecht Fürchtegott Wilhelm Maßmann; 1837—1916).
Среднее образование Людвиг Фолькман получал сначала в частной школе «Teichmannsche», затем — в лейпцигской «Nikolai-Gymnasium»; после этого он переехал в Бонн, где одновременно — с 1888 по 1889 год — учился точным наукам и книжной торговле. После этого Фолькман начал изучать историю искусства, археологию и экономику в Мюнхене, Лейпциге, Флоренции и Риме. В результате, в 1892 году он получил кандидатскую степень в Мюнхене за диссертацию о «Божественной комедии» Данте — на тему «Bildliche Darstellungen zu Dantes Divina Commedia bis zum Ausgang der Renaissance».
В 1892—1893 годах Фолькман проходил военную службу: в течение года был волонтером в батальоне егерей в Дрездене, после чего в 1894 году стал офицером запаса. 16 октября 1893 года Людвиг Фолькман занялся семейным бизнесом в музыкальном издательстве «Breitkopf & Härtel»; 1 декабря 1895 он стал уполномоченным представителем компании, а с января 1897 являлся партнером компании в Лейпциге.
В 1901 году Людвиг Фолькман был избран первым председателем Немецкой книжной торговой ассоциации, а в 1904 году состоял одним из судей на Всемирной выставке в американском Сент-Луисе; в 1910 он в том же качестве работал и на Брюссельской выставке. В тот же период, благодаря путешествиям и обширной литературной деятельности, Фолькман смог продолжить заниматься историей искусства — в частности, он читал лекции.
В 1914 году Фолькман стал президентом Международной выставки книжной торговли и графики в Лейпциге (нем. Internationale Ausstellung für Buchgewerbe und Graphik, Bugra). Его отношения с работниками собственной компании были примечательны для своего времени: на его заводе отсутствовала общепринятая в те годы фабричная сирена, а сами работники не отмечались на входе и выходе с территории предприятия. Кроме того, в 1907 году Фолькманн объявил своим сотрудникам, что они будут иметь право на оплачиваемый отпуск — что было более чем необычно для начала XX века.
Во время Первой мировой войны Людвиг Фолькман проводил активную культурную работу на фронте. В 1919 году он основал специальный отдел торговли книгой на Лейпцигской ярмарке, за которым закрепилось название «Bugra Fair». На Международной пресс-выставке в Кельне, проходившей в 1928 году, он представлял книжную индустрию.
В 1939 году — с началом Вторая мировая войны — Фолькман оказался в сложной ситуации, поскольку должен был возглавить крупный бизнес, поскольку два других совладельца — его двоюродные братья — были призваны на военную службу. Кроме того, он продолжал заниматься и художественными исследованиями. После того как в 1940 году Людвиг Фолькманн попал в аварию и оказался в значительной степени парализован, он все же сумел написать свое последнее произведение об искусстве, озаглавленное «Египетский романтизм в европейском искусстве» (нем. Ägypten-Romantik in der europäischen Kunst); книга вышла посмертно — в 2006 году.
4 декабря 1943 года как дом самого Фолькмана, так и главное здание его фирмы «Breitkopf & Härtel» — вместе с машинным отделением и подвалом — стали жертвой воздушного налета на Лейпциг и полностью сгорели. В результате было уничтожено большое количество документов, включая семейные. Фолькманн переехал в свой загородный дом в Гросботен под Лейпцигом, а его последним адресом стали меблированные комнаты в Лейпциге, где он и умер 10 февраля 1947 года.

## Работы
- Bilderschriften der Renaissance. Hieroglyphik und Emblematik in ihren Beziehungen und Fortwirkungen. Leipzig: Hiersemann 1923. (переиздание 1969).
- Ars memorativa // Jahrbuch der kunsthistorischen Sammlungen in Wien, Neue Folge, Band 3, Wien 1929.